# Грб Карелије
Грб Карелије је званични симбол једног од субјеката Руске федерације са статусом републике, Карелије. Грб је званично усвојен 25.октобра 1993. године.

## Опис грба
Званични грб Републике Карелије је заобљени правоугаоник који је у основи грубо подјељен на три подједнака дијела бојама националне заставе ове Републике. На средини овог штита се налази профил црног медвједа. Златни штит има оквир стилизовану слику, са лијеве стране смрче и на десној страни бора. На врху грба се налази осмокрака звијезда, тзв. златна дуплокрсна звијезда.